# Vassiliy Jirov
Vassiliy Jirov est un boxeur kazakh né le 4 avril 1974 à Balqash.

## Carrière
Champion olympique aux Jeux d'Atlanta en 1996 dans la catégorie mi-lourds, il passe professionnel l'année suivante et devient champion du monde des lourds-légers IBF le 5 juin 1999 en battant Arthur Williams par arrêt de l'arbitre à la 7e reprise. Jirov conserve sa ceinture 6 fois avant de s'incliner aux points face à l'américain James Toney le 26 avril 2003.